# Il torero allucinogeno
Il torero allucinogeno (El torero alucinógeno) è un dipinto a olio su tela (398x299 cm), realizzato da Salvador Dalí tra il 1968 e il 1970 e oggi conservato presso il Salvador Dalí Museum di Saint Petersburg in Florida.

## Descrizione
Questo dipinto può essere considerato una completa retrospettiva dell'intera opera di Dalí, in quanto vi compaiono molte delle immagini preferite dall'artista: elementi della tradizione spagnola, le sue credenze mistiche, l'interesse per l'arte classica, luoghi e persone importanti della sua vita. Tutte queste immagini risultano poi intrecciate e sovrapposte in un gioco di molteplici allusioni, tipico del suo periodo definito della Mistica nucleare, caratterizzato dalla scelta di soggetti classici scomposti e indagati scientificamente al fine di darne una più profonda interpretazione mistica.
In questo complesso groviglio di doppie immagini si possono scorgere in particolare il volto profondamente triste di Gala, sua amata moglie che detestava le corride, il busto di Voltaire, la figura dell'artista bambino vestito da marinaretto, e la Venere di Milo rappresentata molteplici volte in primo piano e da diverse angolazioni, in modo che le ombre dei loro busti formino l'immagine del torero menzionato nel titolo. Il viso inclinato del toreador appare sopra la Venere di sinistra, con le labbra all'altezza del suo addome e il naso ravvisabile nel suo seno destro. Il vestito verde della dea diventa una cravatta, mentre il suo ventre si trasforma nel mento del torero, il cui mantello è costituito da una moltitudine di punti e mosche. Il drappo rosso che cinge i fianchi della Venere di destra sembra invece alludere alla muleta, ossia il panno color vermiglio con cui si eccita il toro durante la corrida. L'arena in alto, costellata da altre immagini della già citata statua greca, forma il cappello del toreador e appare illuminata dalle luci di un sole pomeridiano, momento della giornata in cui si svolgono le corride.
L'immagine crepuscolare del toro morente è invece riconoscibile in basso a sinistra e sembra emergere dalle peculiari rocce dell'Ampurdán, luogo che diede i natali all'artista, originario della città di Figueras.
All'amato Port Lligat, dove Dalí trascorreva spesso l'estate e a cui dedicò diverse sue opere, rinvia la baia cristallina rappresentata più sotto, che incorpora anche l'immagine di un piccolo bagnante che galleggia sulle sue acque.